# Sport Club Luso-Brasileiro
O Sport Club Luso Brasileiro foi um clube de futebol com sede em São Luís, capital do estado do Maranhão. Sua fundação remonta a 1917, sendo estabelecido pelo comerciante português Edgar Figueira, que assumiu também a presidência até agosto de 1919. A sede do clube situava-se na Praça João Lisboa, enquanto o campo de jogo estava localizado na Quinta do Monteiro, adjacente ao Hospital Português. As cores oficiais adotadas eram azul e branco.
O clube destacou-se como protagonista no cenário esportivo do estado, sobretudo após a incorporação dos antigos associados do primeiro clube maranhense, o Fabril. Entre suas conquistas notáveis, ressaltam-se os oito títulos do Campeonato Maranhense: 1918, 1919, 1922, 1923, 1924, 1925, 1926 e 1927. Ademais, o clube ostenta o status de primeiro campeão desta competição.
As atividades do clube foram encerradas em 1929, após disputar sua última partida: uma vitória sobre o Independência, de Manaus.